# Himmelsk glädje och musik
Himmelsk glädje och musik är en sång med text från 1896 av Emma Booth-Tucker, sången översattes 1897 till svenska av Karl Larsson. Sången tonsattes av Frederick Booth-Tucker

## Publicerad i
- Frälsningsarméns sångbok 1929 som nr 265 under rubriken "Jubel, erfarenhet och vittnesbörd".
- Musik till Frälsningsarméns sångbok 1930 som nr 265.
- Frälsningsarméns sångbok 1968 som nr 293 under rubriken "Det Kristna Livet - Jubel och tacksägelse".
- Frälsningsarméns sångbok 1990 som nr 492 under rubriken "Lovsång, tillbedjan och tacksägelse".